# هایکیو
هایکیو!! (ژاپنی: ハイキュー!!‎ هپبورن: Haikyū!!‎, به معنی والیبال) یک مجموعه شونن مانگا ژاپنی است که توسط هاروئیچی فوروداته نوشته و مصورسازی شده است. این مجموعه ابتدا در ۸ ژانویه ۲۰۱۱ در یک فصل و در مجله فصلی جامپ نکست! منتشر شد و سپس از فوریه ۲۰۱۲ تا ژوئیه ۲۰۲۰ توسط شوئیشا در هفته‌نامه شونن جامپ چاپ و فصل‌های آن در ۴۵ جلد تانکوبون جمع‌آوری شد. داستان مانگا دربارهٔ پسری به نام شویو هیناتا است که با وجود قامت کوچکش، تصمیم دارد که والیبالیست بزرگی شود.
یک مجموعه تلویزیونی انیمه ۸۵ قسمتی با اقتباس از مانگا، به کارگردانی سوسومو میتسوناکا و ماساکو ساتو، توسط استودیو پروداکشن آی. جی تهیه شد. فصل اول از آوریل تا سپتامبر ۲۰۱۴ با ۲۵ اپیزود پخش شد. فصل دوم از اکتبر تا مارس سال ۲۰۱۵ با ۲۵ اپیزود پخش شد. فصل سوم از اکتبر تا دسامبر ۲۰۱۶ با ۱۰ اپیزود پخش شد و فصل چهارم در قالب دو بخش (بخش اول از ژانویه تا آوریل ۲۰۲۰ و بخش دوم از اکتبر تا دسامبر ۲۰۲۰) با ۲۵ اپیزود پخش شد. در ۱۳ اوت ۲۰۲۲ تأیید شد که ادامه این انیمه سریالی در قالب دو انیمه سینمایی که پایان‌بخش مجموعه خواهند بود ساخته خواهد شد. اولین فیلم پایانی با عنوان «هایکیو: نبرد زباله‌دان» در تاریخ فوریه ۲۰۲۴ عرضه شد.
این انیمه در ایران تحت عنوان آبشار سرنوشت از شبکه نهال صدا و سیما پخش شد.

## داستان
شویو هیناتا پس از دیدن یک مسابقهٔ والیبال که در آن بازیکنی با نام مستعار «غول کوچولو» در تیم دبیرستان کاراسونو بازی می‌کرد، به والیبال علاقمند می‌شود و به تیم والیبال مدرسه راهنمایی خودش می‌پیوندد. بعد از پیداکردن اعضای جدید، آن‌ها راهی یک تورنمنت می‌شوند و در آن‌جا با یک تیم قدرتمند که یکی از اعضای آن توبیو کاگیاما ملقب به «سلطان زمین» است روبه‌رو می‌شوند و از آن شکست می‌خورند. یک سال بعد، هیناتا در دبیرستان کاراسونو قبول و عضو تیم والیبال آن می‌شود و می‌بیند که کاگیاما هم به این مدرسه پیوسته است. این دو با همدیگر هرچند با اختلافات بسیار، راهیِ چالش‌های بزرگ و کوچک می‌شوند.

## بازخوردها
هایکیو با نمره ۸٫۷ از سایت IMDB و ۸٫۸۹ از سایت MyAnimeList به عنوان یکی از بهترین ساخته‌های کشور ژاپن و انیمه‌های سریالی است.
هایکیو در سال ۲۰۱۶ با ۱۳ نامزدی و ۱۰ پیروزی در جشنواره انیمه آورادز پس از حمله به تایتان به عنوان موفق‌ترین انیمه این جشنواره معرفی شد. در یکی از بزرگ‌ترین نظرسنجی‌های ژاپن  که در سال ۲۰۱۸ انجام شد این سریال در بین ده انیمه محبوب قرار گرفت. همچنین در سال ۲۰۱۹ در مراسم بهترین‌های توکیو هایکیو با ۸۹٪ آرا با اختلافی فاحش برترین انیمه ورزشی لقب گرفت و در همان مراسم با ۴۲٪ آرا به عنوان دومین انیمه کمدی شناخته شد. هایکیو در کل با ۹۰ نامزدی و پیروزی در ۵۶ عنوان در رده پنجمین انیمه پرافتخار قرار دارد.